# Reboledo
Reboledo ist eine Ortschaft in Uruguay.

## Geographie
Reboledo befindet sich auf dem Gebiet des Departamento Florida in dessen Sektor 2 am  Übergang der Cuchilla del Chamizo in die Cuchilla Santa Lucía. Nächstgelegene Ansiedlungen sind im Süden Casupá und Cerro Colorado im Nordosten. Der unweit des Ortes nordöstlich entspringende Arroyo Sauce de Casupá passiert Reboledo auf seiner östlichen Seite. Südlich liegt die Quelle dessen rechtsseitigen Nebenflusses Arroyo Sauce Chico.

## Geschichte
Am 15. Oktober 1963 wurde Reboledo durch die gesetzliche Regelung des Ley No. 13.167 als Pueblo eingestuft.

## Infrastruktur
Durch den Ort führt die Ruta 7. Zudem verläuft die Eisenbahnstrecke Toledo–Rio Branco durch Reboledo.

## Einwohner
Die Einwohnerzahl von Reboledo beträgt 342 (Stand: 2011), davon 179 männliche und 163 weibliche.
| Jahr | Einwohner |
| ---- | --------- |
| 1963 | 385       |
| 1975 | 374       |
| 1985 | 348       |
| 1996 | 304       |
| 2004 | 377       |
| 2011 | 342       |

Quelle: Instituto Nacional de Estadística de Uruguay